# Nemesis (Asimov)
Nemesis is een sciencefictionroman uit 1989 van de Amerikaanse schrijver Isaac Asimov. 

## Verhaal
In het jaar 2236 is er plaatsgebrek zowel op Aarde als op haar honderd kolonies. Commandant Pitt leidt een groep avonturiers op zoek naar een nieuw planetenstelsel. Ze denken dat het stelsel rond Nemesis, twee lichtjaar verder, mogelijk een nieuwe toekomst voor het menselijk ras kan betekenen. Maar dan ontdekt een vijftienjarig meisje op het ruimtestation Rotor dat Nemesis een bedreiging vormt, niet alleen voor haar eigen kolonie maar ook voor de Aarde en het volledige zonnestelsel.

## Prijzen en nominaties
- 1991: Nominatie Kurd-Laßwitz-Preis voor beste buitenlandse SF-roman.